# فرودگاه صحرایی ماریبا
فرودگاه صحرایی ماریبا (به انگلیسی: Mareeba Airfield) (به زبان بومی: Mareeba Airport) یک فرودگاه همگانی با کد یاتا MRG است که یک باند فرود آسفالت دارد و طول باند آن ۱۵۰۵ متر است. این فرودگاه در کشور استرالیا قرار دارد و در ارتفاع ۴۷۵ متری از سطح دریا واقع شده‌است.